# Fachanwalt für Sozialrecht
Bei dem Titel eines Fachanwalts für Sozialrecht handelt es sich um eine Fachanwaltsbezeichnung des deutschen Berufsrechts der Rechtsanwälte.
Der Fachanwalt für Sozialrecht gehört zu den ältesten deutschen Fachanwaltsbezeichnungen, die bereits in § 43c BRAO genannt sind.

## Rechtsgebiete der Ausbildung
Inhaltlich wird der Titel durch die in § 11 der Fachanwaltsordnung (FAO) genannten Rechtsgebiete ausgestaltet, bezüglich derer der den Fachanwaltstitel führende Rechtsanwalt besondere Kenntnisse nachweisen muss. Es sind folgende Kenntnisse nachzuweisen:
- Allgemeines Sozialrecht und das Verfahrensrecht,

- besonderes Sozialrecht
  - Arbeitsförderungs- und Sozialversicherungsrecht (Kranken-, Unfall-, Renten- und Pflegeversicherung)
  - Soziales Entschädigungsrecht,
  - Recht des Familienlastenausgleichs,
  - Recht der Eingliederung Behinderter,
  - Sozialhilferecht,
  - Ausbildungsförderungsrecht.

Weiter erforderlich ist zum Erwerb des Titels eines Fachanwalts für Sozialrecht, wie bei allen Fachanwaltstiteln, der Nachweis besonderer praktischer Erfahrungen. Hier fordert § 5 S. 1 lit. d FAO den Nachweis von 60 durch den Bewerber bearbeiteten Fällen. Hiervon müssen mindestens 20 gerichtliche Verfahren betreffen, außerdem müssen die Fälle mindestens drei der in § 11 Nr. 2 FAO genannten Rechtsgebiete umfassen.

## Statistik
Zum 1. Januar 2024 sind 1.667 Fachanwälte für Sozialrecht in Deutschland zugelassen.